# Eduardo Oscar Camaño
Eduardo Oscar Camaño (Buenos Aires, 17 giugno 1946) è un politico argentino.
Presidente della Camera dei deputati, di fatto fu Presidente ad interim dell'Argentina dal 31 dicembre 2001 al 2 gennaio 2002 nel convulso periodo successivo alla crisi finanziaria dello Stato. Salì alla carica dopo le contemporanee dimissioni del presidente Adolfo Rodríguez Saá e del Presidente de Senato Ramón Puerta, che secondo la legge lo precedevano nella gerarchia di successione. La sua carica, come da legge durò il tempo necessario a convocare il parlamento ed eleggere il nuovo presidente Eduardo Alberto Duhalde.